# Bandai Gundam RX-78
Bandai Gundam RX-78 (Gundam RX-78) је кућни рачунар, производ фирме Bandai који је почео да се израђује у Јапану током 1983. године.
Користио је Zilog Z80A као централни микропроцесор а RAM меморија рачунара Gundam RX-78 је имала капацитет од 30 kb. 

## Детаљни подаци
Детаљнији подаци о рачунару Gundam RX-78 су дати у табели испод.
|                       |                                       |
| [ 1 ]                 |                                       |
| Произвођач            |                                       |
| Тип                   | кућни рачунар                         |
| Меморија              | 30                                    |
| Поријекло             | Јапан                                 |
| Година                | 1983                                  |
| Тастатура             | QWERTY chicklet тастатура, 61 тастер  |
| Процесор              |                                       |
| Фреквенција процесора | 4,1                                   |
| RAM                   | 30                                    |
| ROM                   | 8                                     |
| Текст                 | 30 x 23                               |
| Графика               | 192 x 184                             |
| Боја                  | 27                                    |
| Звук                  | 3 гласа (4 октава) + 1 генератор шума |
| Димензије             | 286 x 210 x 48,5 / 1,5kg              |
| Портови               |                                       |
| Оперативни систем     |                                       |